# لئونید کولیک
لئونید کولیک (انگلیسی: Leonid Kulik؛ ۱۹ اوت ۱۸۸۳ – ۲۴ آوریل ۱۹۴۲) دانشمند در زمینه کانی‌شناسی اهل امپراتوری روسیه بود.
در سال ۱۹۲۷، او اولین گروه تحقیقاتی شوروی را برای بررسی رویداد تونگوسکا بزرگترین رویداد برخوردی در تاریخ ثبت شده، که در ۳۰ ژوئن ۱۹۰۸ رخ داده بود را رهبری کرد.